# Gus Backus/Diskografie
Diese Diskografie ist eine Übersicht über die musikalischen Werke des US-amerikanischen Schlagersängers Gus Backus. Seine erfolgreichste Veröffentlichung ist die Single Der Mann im Mond, die zum Nummer-eins-Hit in Deutschland avancierte.
Bei der Diskografie ist zu berücksichtigen, dass diese sich nur auf offizielle Tonträger beschränkt. Neben den offiziellen, größtenteils im deutschsprachigen Raum veröffentlichten Tonträgern, erschienen auch diverse Label-Veröffentlichungen.

## Alben

### Studioalben
| Jahr | Titel Musiklabel                                           | Höchstplatzierung, Gesamtwochen/‑monate, AuszeichnungChartsChartplatzierungen (Jahr, Titel, Musiklabel, Platzierungen, Wochen/Monate, Auszeichnungen, Anmerkungen) | Anmerkungen                                                      |
| Jahr | Titel Musiklabel                                           | DE | Anmerkungen                                                      |
| ---- | ---------------------------------------------------------- | --- | ---------------------------------------------------------------- |
| 1962 | Ich hab’ mein Herz in Germany verloren Polydor             | DE16 (3 Mt.)DE | Erstveröffentlichung: 1962                                       |
| 1964 | Hillbilly Gasthaus Polydor                                 | — | Erstveröffentlichung: August 1964                                |
| 1964 | Hillbilly Inn Polydor                                      | — | Erstveröffentlichung: Oktober 1964 mit The Bill Justis Orchestra |
| 1966 | Backus in die Ohren – Mixed Pickles mit Gus Backus Polydor | — | Erstveröffentlichung: 1966                                       |
| 1967 | Ich bin kein stiller Zecher Polydor                        | — | Erstveröffentlichung: 1967                                       |
| 1969 | Frau Wirtin hat auch einen … Polydor                       | — | Erstveröffentlichung: 1969 mit Crazy Singers                     |
| 1981 | Ich bin wieder da! MCP Sound & Media                       | — | Erstveröffentlichung: 1981                                       |
| 2012 | Cookin’ Together 7Jazz                                     | — | Erstveröffentlichung: 2012 mit Oscar Klein                       |
| 2014 | Hör’ doch auf Dein Herz Tyrolis                            | — | Erstveröffentlichung: 16. April 2014                             |
| 2016 | Love Songs and … 7Jazz                                     | — | Erstveröffentlichung: 28. Dezember 2016                          |

### Livealben
| Jahr | Titel Musiklabel                              | Anmerkungen                |
| ---- | --------------------------------------------- | -------------------------- |
| 1966 | Backus auf die Bühne (Backus – Live!) Polydor | Erstveröffentlichung: 1966 |

### Kompilationen
| Jahr | Titel Musiklabel                                            | Anmerkungen                           |
| ---- | ----------------------------------------------------------- | ------------------------------------- |
| 1963 | Seine großen Erfolge Polydor                                | Erstveröffentlichung: 1963            |
| 1969 | Seine großen Erfolge Karussell                              | Erstveröffentlichung: 1969            |
| 1980 | Damals – Der Rocker Bear Family                             | Erstveröffentlichung: 1980            |
| 1981 | Unvergessene Hits Polydor                                   | Erstveröffentlichung: 1981            |
| 1986 | Hallo! Polydor                                              | Erstveröffentlichung: 1986            |
| 1987 | Welcome – Gus Backus Koch Records                           | Erstveröffentlichung: 1987            |
| 1989 | Die Singles 1959–61 Bear Family                             | Erstveröffentlichung: 1989            |
| 1991 | Der Mann im Mond Koch Records                               | Erstveröffentlichung: 1. Juli 1991    |
| 1995 | My Chick Is Fine Bear Family                                | Erstveröffentlichung: 5. Oktober 1995 |
| 1995 | Die Singles 1961–64 Bear Family                             | Erstveröffentlichung: 1995            |
| 2000 | Da sprach der alte Häuptling der Indianer Bellaphon Records | Erstveröffentlichung: 14. August 2000 |
| 2008 | Alle Hits und viele Raritäten Bear Family                   | Erstveröffentlichung: 8. Februar 2008 |
| 2012 | Love Songs and … 7Jazz                                      | Erstveröffentlichung: 2012            |
| 2012 | Why Not Deutsch? … von damals bis heute 7Music              | Erstveröffentlichung: 2012            |

### EPs
| Jahr | Titel Musiklabel                                                    | Anmerkungen                         |
| ---- | ------------------------------------------------------------------- | ----------------------------------- |
| 1959 | Thank You Polydor                                                   | Erstveröffentlichung: November 1959 |
| 1961 | Wooden Heart (Muss i denn, muss i denn zum Städtele hinaus) Polydor | Erstveröffentlichung: 1961          |
| 1961 | Ich liebe dich so sehr Polydor                                      | Erstveröffentlichung: 1961          |
| 1961 | Sauerkraut-Polka Polydor                                            | Erstveröffentlichung: November 1961 |
| 1962 | Das kleine Wunder vom großen Glück Polydor                          | Erstveröffentlichung: Oktober 1962  |
| 1962 | Linda Polydor                                                       | Erstveröffentlichung: November 1962 |
| 1962 | Bei Tony zu Gast Polydor                                            | Erstveröffentlichung: 1962          |
| 1963 | Queen of the Stars Polydor                                          | Erstveröffentlichung: 1963          |
| 1967 | Delia Polydor                                                       | Erstveröffentlichung: 1967          |

## Singles

Label zu Brauner Bär und weiße Taube.

Label zu Wooden Heart.

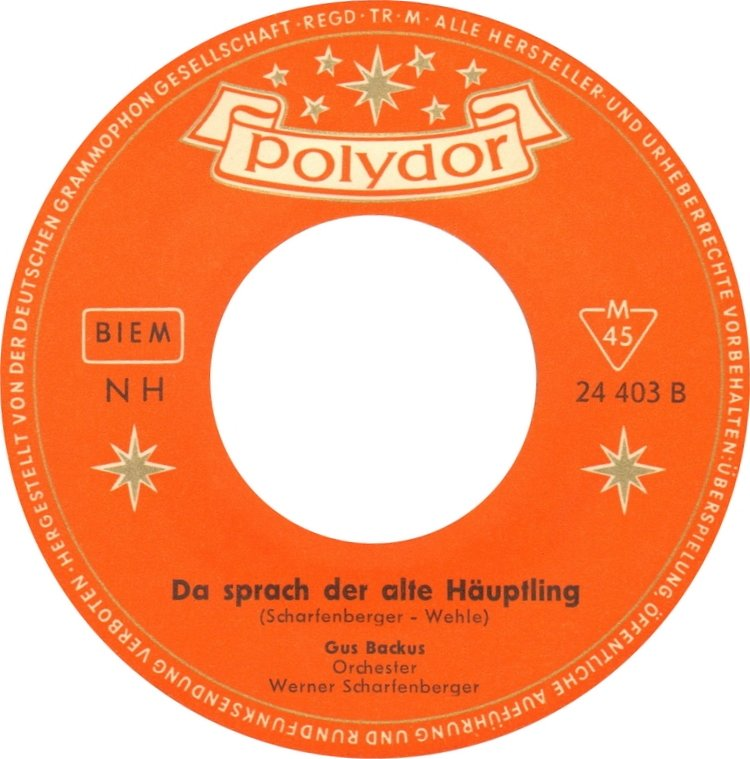
Label zu Da sprach der alte Häuptling.

Label zu Der Mann im Mond.

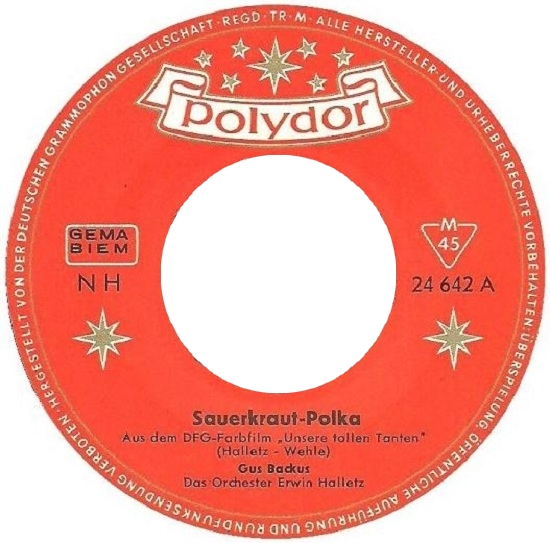
Label zu Sauerkraut-Polka.

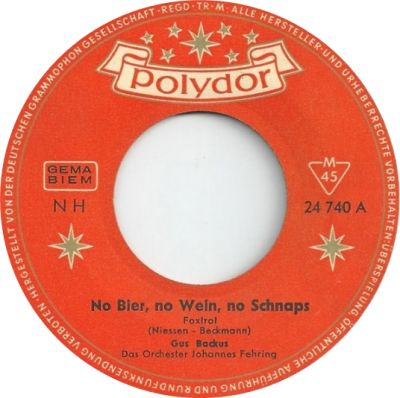
Label zu No Bier, No Wein, No Schnaps.

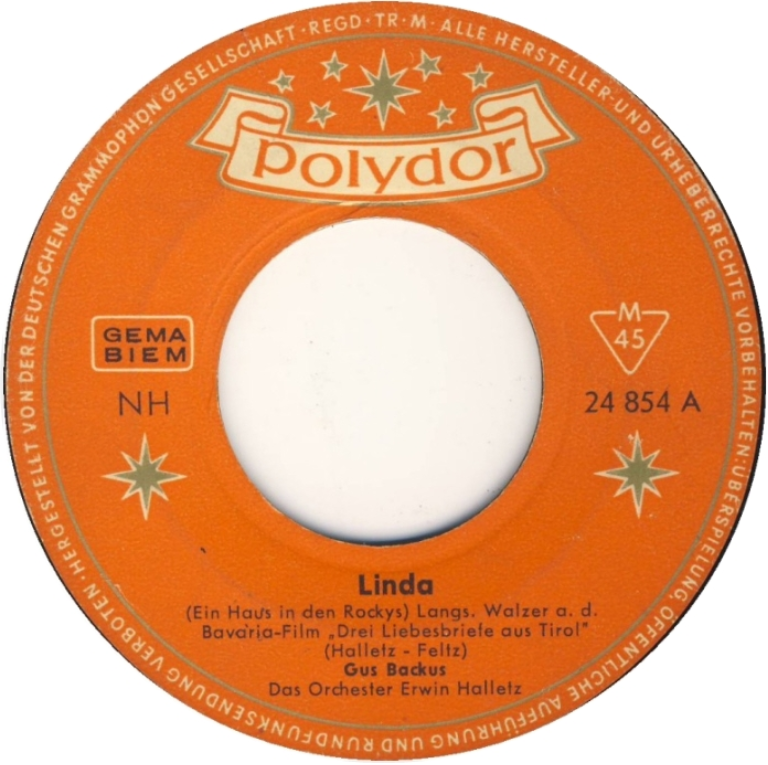
Label zu Linda (Ein Haus in den Rockys).

| Jahr | Titel Album | Höchstplatzierung, Gesamtwochen/‑monate, AuszeichnungChartsChartplatzierungen (Jahr, Titel, Album, Platzierungen, Wochen/Monate, Auszeichnungen, Anmerkungen) | Anmerkungen |
| Jahr | Titel Album | DE | Anmerkungen |
| --- | --- | --- | --- |
| 1958 | You Can’t Go It Alone / My Chick Is Fine My Chick Is Fine | — | Erstveröffentlichung: Juli 1958                                                                                                  |
| 1959 | Ich bin traurig, wenn du gehst Damals – Der Rocker | — | Erstveröffentlichung: 1959 mit Orchester Johannes Fehring Original: Lloyd Price – Have You Ever Had the Blues?                   |
| 1959 | Ab und zu Thank You | — | Erstveröffentlichung: August 1959 mit Orchester Johannes Fehring; Original: Hank Snow – (Now And Then, There’s) A Fool Such As I |
| 1959 | Honolulu Baby Thank You | — | Erstveröffentlichung: September 1959 mit Orchester Werner Scharfenberger                                                         |
| 1960 | Thank You | — | Erstveröffentlichung: Januar 1960                                                                                                |
| 1960 | Wenn ein junges Mädchen weint Die Singles 1959–61 | — | Erstveröffentlichung: März 1960 Original: Armin Kämpf / Das Hemmann-Quintett                                                     |
| 1960 | Ich steh’ an der Bar und habe kein Geld Damals – Der Rocker | — | Erstveröffentlichung: Mai 1960                                                                                                   |
| 1960 | Brauner Bär und weiße Taube Wooden Heart (Muss i denn, muss i denn zum Städtele hinaus)                                                                          | DE16 (7 Mt.)DE | Erstveröffentlichung: Juni 1960 Verkäufe: + 100.000; mit Orchester Johannes Fehring Original: Johnny Preston – Running Bear      |
| 1960 | Baby deine Beine Damals – Der Rocker | — | Erstveröffentlichung: 1960 |
| 1960 | Das ist viel zu schön um wahr zu sein Damals – Der Rocker | — | Erstveröffentlichung: Oktober 1960                                                                                               |
| 1960 | Wooden Heart (Muss i denn, muss i denn zum Städtele hinaus) Ich hab’ mein Herz in Germany verloren • Wooden Heart (Muss i denn, muss i denn zum Städtele hinaus) | DE2 (5 Mt.)DE | Erstveröffentlichung: November 1960 Original: Elvis Presley                                                                      |
| 1960 | Ich steh’ an der Bar und habe kein Geld Wooden Heart (Muss i denn, muss i denn zum Städtele hinaus)                                                              | — | Erstveröffentlichung: 1960 mit Orchester Johannes Fehring Original: Slim Dusty – A Pub with No Beer                              |
| 1961 | Auf Wiederseh’n Ich hab’ mein Herz in Germany verloren • Ich liebe dich so sehr                                                                                  | DE15 (4 Mt.)DE | Erstveröffentlichung: April 1961 Original: Erika Brüning, Schöneberger Sängerknaben & Kurt Drabek                                |
| 1961 | I bin a stiller Zecher Ich liebe dich so sehr | DE11 (4 Mt.)DE | Erstveröffentlichung: April 1961 Original: Hermann Leopoldi                                                                      |
| 1961 | Annemarie Die Singles 1961–64 | — | Erstveröffentlichung: Juli 1961 mit Tino Albertini & Hans Sojer als Die Ramonas Original: The Everly Brothers – Ebony Eyes       |
| 1961 | Der Mann im Mond Seine großen Erfolge | DE1 (6 Mt.)DE | Erstveröffentlichung: Juli 1961                                                                                                  |
| 1961 | Ich liebe dich so sehr | — | Erstveröffentlichung: September 1961 Paul Anka – The Story of My Love                                                            |
| 1961 | Sauerkraut-Polka | DE2 (5 Mt.)DE | Erstveröffentlichung: September 1961                                                                                             |
| 1961 | Aber du bist nicht so wie die anderen sind Die Singles 1961–64                                                                                                   | — | Erstveröffentlichung: 1961 mit Tino Albertini & Hans Sojer als Die Ramonas Original: Keith Colley – (And Her Name Is) Scarlet    |
| 1962 | Queen of the Stars | — | Erstveröffentlichung: Januar 1962                                                                                                |
| 1962 | No Bier, No Wein, No Schnaps Seine großen Erfolge | DE7 (4 Mt.)DE | Erstveröffentlichung: Februar 1962                                                                                               |
| 1962 | Linda (Ein Haus in den Rockys) Linda | DE9 (3 Mt.)DE | Erstveröffentlichung: Juni 1962                                                                                                  |
| 1962 | Das Lied vom Angeln Linda | DE4 (2 Mt.)DE | Erstveröffentlichung: Juni 1962                                                                                                  |
| 1962 | Vaya con dios Das kleine Wunder vom großen Glück | — | Erstveröffentlichung: 1962 |
| 1962 | Das kleine Wunder vom großen Glück | DE20 (4 Mt.)DE | Erstveröffentlichung: Oktober 1962                                                                                               |
| 1962 | Das haben die Mädchen gern Die Singles 1961–64 | — | Erstveröffentlichung: Oktober 1962 mit Peter Kraus                                                                               |
| 1962 | Priscilla Sauerkraut-Polka • Queen of the Stars | — | Erstveröffentlichung: 1962 |
| 1963 | (Er macht mich krank) Der Mondschein an der Donau Seine großen Erfolge                                                                                           | DE8 (3 Mt.)DE | Erstveröffentlichung: Februar 1963                                                                                               |
| 1963 | Short on Love Queen of the Stars | — | Erstveröffentlichung: April 1963                                                                                                 |
| 1963 | Mein Schimmel wartet im Himmel Unvergessene Hits | DE12 (4 Mt.)DE | Erstveröffentlichung: Mai 1963                                                                                                   |
| 1963 | I such a Braut – | — | Erstveröffentlichung: Juli 1963                                                                                                  |
| 1963 | Good Bye Baby Die Singles 1961–64 | DE24 (3 Mt.)DE | Erstveröffentlichung: August 1963                                                                                                |
| 1963 | Wenn nur jede Woche mal der Erste wär’ Hallo! | DE20 (2 Mt.)DE | Erstveröffentlichung: September 1963                                                                                             |
| 1963 | Rote Lippen soll man küssen Die Singles 1961–64 | — | Erstveröffentlichung: November 1963 Original: Ruth Brown – Lucky Lips                                                            |
| 1964 | Das ist Very Good – | — | Erstveröffentlichung: 1964 |
| 1964 | Marilyn Die Singles 1961–64 | — | Erstveröffentlichung: März 1964                                                                                                  |
| 1964 | 22 Beine und die zwei von meiner Braut Der Mann im Mond – Die Singles 1959–1972                                                                                  | — | Erstveröffentlichung: September 1964                                                                                             |
| 1964 | Schatzi, hast du mich vergessen Der Mann im Mond – Die Singles 1959–1972                                                                                         | — | Erstveröffentlichung: Dezember 1964                                                                                              |
| 1965 | Hinter uns’rem Haus Der Mann im Mond – Die Singles 1959–1972 | — | Erstveröffentlichung: April 1965                                                                                                 |
| 1965 | Denk nicht immer gleich an morgen Der Mann im Mond – Die Singles 1959–1972                                                                                       | — | Erstveröffentlichung: Juli 1965                                                                                                  |
| 1965 | Bohnen in die Ohren Backus in die Ohren – Mixed Pickles mit Gus Backus                                                                                           | DE30 (1 Mt.)DE | Erstveröffentlichung: Oktober 1965 Original: The Serendipity Singers – Beans in My Ears                                          |
| 1965 | Hallo, Pussy Cat Backus auf die Bühne (Backus – Live!) | — | Erstveröffentlichung: November 1965 Original: Tom Jones – What’s New Pussycat?                                                   |
| 1966 | Die Prärie ist so groß Der Mann im Mond – Die Singles 1959–1972                                                                                                  | — | Erstveröffentlichung: Januar 1966 mit Suse Feldt                                                                                 |
| 1966 | Ei du schöne Schnitzelbank Backus in die Ohren – Mixed Pickles mit Gus Backus                                                                                    | — | Erstveröffentlichung: Juli 1966                                                                                                  |
| 1966 | Touch on Your Heart My Chick Is Fine | — | Erstveröffentlichung: August 1966                                                                                                |
| 1966 | An dem Baume, da hängt ’ne Pflaume Backus in die Ohren – Mixed Pickles mit Gus Backus                                                                            | — | Erstveröffentlichung: Oktober 1966                                                                                               |
| 1967 | Need You All the Time (Ich brauche dich so sehr) Der Mann im Mond – Die Singles 1959–1972                                                                        | — | Erstveröffentlichung: März 1967 als Gus Backus Singers                                                                           |
| 1967 | Memories of Heidelberg Hallo! | — | Erstveröffentlichung: April 1967 Original: Peggy March                                                                           |
| 1967 | Ein Koffer voller Souvenirs aus Germany Der Mann im Mond – Die Singles 1959–1972                                                                                 | DE39 (1½ Mt.)DE | Erstveröffentlichung: September 1967                                                                                             |
| 1967 | Kiiroi Remon – | — | Erstveröffentlichung: 1967 |
| 1967 | The Blind Man in Our Town My Chick Is Fine | — | Erstveröffentlichung: 1967 |
| 1968 | Just Say Goodbye My Chick Is Fine | — | Erstveröffentlichung: 1968 |
| 1968 | Turn Around My Chick Is Fine | — | Erstveröffentlichung: 1968 |
| 1968 | I Hear the Drums Der Mann im Mond – Die Singles 1959–1972 | — | Erstveröffentlichung: 1968 |
| 1968 | Lieber Maler male mir Der Mann im Mond – Die Singles 1959–1972                                                                                                   | — | Erstveröffentlichung: August 1968                                                                                                |
| 1968 | Der Kanal von Panama Der Mann im Mond – Die Singles 1959–1972 | — | Erstveröffentlichung: September 1968                                                                                             |
| 1969 | Little Street in Rüdesheim Der Mann im Mond – Die Singles 1959–1972                                                                                              | — | Erstveröffentlichung: Februar 1969                                                                                               |
| 1969 | Geierballade Der Mann im Mond – Die Singles 1959–1972 | — | Erstveröffentlichung: April 1969 Original: José Feliciano – Old Turkey Buzzard                                                   |
| 1969 | In Ulm, um Ulm und um Ulm herum Der Mann im Mond – Die Singles 1959–1972                                                                                         | — | Erstveröffentlichung: November 1969                                                                                              |
| 1970 | TinaGinaHanniFanny Der Mann im Mond – Die Singles 1959–1972 | — | Erstveröffentlichung: 1970 |
| 1970 | De Larifari – | — | Erstveröffentlichung: 1970 |
| 1970 | Wer ist Qui est Chi è Mirjam Hilmann – | — | Erstveröffentlichung: 1970 |
| 1970 | Taxi Der Mann im Mond – Die Singles 1959–1972 | — | Erstveröffentlichung: 1970 |
| 1970 | Recke-Ti-Ti Der Mann im Mond – Die Singles 1959–1972 | — | Erstveröffentlichung: 1970 |
| 1971 | Abraham (Das Lied vom Trödler) Der Mann im Mond – Die Singles 1959–1972                                                                                          | — | Erstveröffentlichung: 1971 Original: Wolfgang                                                                                    |
| 1971 | Candy Girl Der Mann im Mond – Die Singles 1959–1972 | — | Erstveröffentlichung: 1971 |
| 1972 | Little Lilly Der Mann im Mond – Die Singles 1959–1972 | — | Erstveröffentlichung: 1972 Original: The Sweet – Little Willy                                                                    |
| 1973 | Do You Love Me? – | — | Erstveröffentlichung: Juli 1973 als Ken Bee; Original: Sharif Dean                                                               |
| 1986 | Lonely Lady Ich bin wieder da | — | Erstveröffentlichung: 1986 |
| 1987 | Honey Baby – | — | Erstveröffentlichung: 1987 |
| 1993 | A Herz muss ma hab’n – | — | Erstveröffentlichung: 1993 |
| 1993 | Wennst koa Katz hast, bist a armer Hund – | — | Erstveröffentlichung: 1993 |
| 2000 | Fräuleins Made in Germany – | — | Erstveröffentlichung: 28. Februar 2000                                                                                           |
| 2000 | Reich mir mal die Blonde rüber – | — | Erstveröffentlichung: 14. August 2000                                                                                            |
| 2014 | Blue Boy Damals – Der Rocker | — | Erstveröffentlichung: 4. August 2014                                                                                             |
| 2014 | Hätt ich doch ein Girl Damals – Der Rocker | — | Erstveröffentlichung: 4. August 2014                                                                                             |
| Folgende Lieder erschienen nicht als A-Seite, konnten sich jedoch als B-Seiten in den Charts platzieren: | | | |
| | | | |
| 1960 | Da sprach der alte Häuptling Wooden Heart (Muss i denn, muss i denn zum Städtele hinaus)                                                                         | DE3 (4 Mt.)DE | Erstveröffentlichung: November 1960 A-Seite: Wooden Heart                                                                        |
| 1961 | Heut’ kommen d’Engerln auf Urlaub nach Wien Seine großen Erfolge                                                                                                 | DE25 (2 Mt.)DE | Erstveröffentlichung: April 1961 A-Seite: I bin a stiller Zecher                                                                 |
| 1962 | Bißchen denken beim Schenken (Weißer Mann – schwarzer Mann) Das kleine Wunder vom großen Glück                                                                   | DE31 (1 Mt.)DE | Erstveröffentlichung: Oktober 1962 A-Seite: Das kleine Wunder vom großen Glück                                                   |

## Sonderveröffentlichungen

### Alben
| Jahr | Titel Musiklabel                                                        | Anmerkungen                |
| ---- | ----------------------------------------------------------------------- | -------------------------- |
| 1962 | Bei Tony zu Gast – Ein klingendes Interview mit Tony Schwaegerl Polydor | Erstveröffentlichung: 1962 |

| Jahr | Titel Musiklabel                               | Anmerkungen                                                                  |
| ---- | ---------------------------------------------- | ---------------------------------------------------------------------------- |
| 1989 | Das große deutsche Schlager-Archiv Polydor     | Erstveröffentlichung: 1989 mit Heidi Brühl; Teil der „Schlager-Archiv“-Reihe |
| 2007 | Schlagerjuwelen – Seine großen Erfolge Polydor | Erstveröffentlichung: 31. August 2007 Teil der „Schlagerjuwelen“-Reihe       |
| 2017 | Short on Love Oldays Records                   | Erstveröffentlichung: 15. September 2017 Veröffentlichung nur in Japan       |

### Lieder
| Jahr | Titel Album                                                         | Anmerkungen                                                            |
| ---- | ------------------------------------------------------------------- | ---------------------------------------------------------------------- |
| 2009 | Barefootin’ Rockin’ with My Friends                                 | Erstveröffentlichung: 2009 Andy Lee Lang feat. Gus Backus              |
| 2013 | Come Go with Me (Live) Live! 20 Jahre Firebirds – Die Jubiläumsshow | Erstveröffentlichung: 22. November 2013 The Firebirds feat. Gus Backus |

| Jahr | Titel Album                                       | Anmerkungen |
| ---- | ------------------------------------------------- | --- |
| 1968 | Amerika Eine Runde Polydor                        | Erstveröffentlichung: 1968 mit Martin Lauer, Wencke Myhre & Bill Ramsey Original: Marilyn Cooper, Reri Grist & Chita Rivera – America                                                                    |
| 1968 | Mackie Messer Eine Runde Polydor                  | Erstveröffentlichung: 1968 mit Cornelia Froboess, Martin Lauer, Wencke Myhre & Bill Ramsey Original: Kurt Gerron – Die Moritat von Mackie Messer                                                         |
| 1968 | When the Saints Go Marchin’ In Eine Runde Polydor | Erstveröffentlichung: 1968 mit Cornelia Froboess, Max Greger, Martin Lauer, Wencke Myhre, Bill Ramsey & Fritz Schulz-Reichel; Original: Paramount Jubilee Singers – When All The Saints Come Marching In |

| Jahr | Titel Soundtrack zu                                           | Anmerkungen                                |
| ---- | ------------------------------------------------------------- | ------------------------------------------ |
| 1964 | Coca mit Rum Unsere tollen Tanten in der Südsee               | Erstveröffentlichung: 1964                 |
| 1966 | Die Mädchen aus Schweden Charley’s neue Tante                 | Erstveröffentlichung: 1966 mit Nana Gualdi |
| 1966 | Ich glaube, heute wird noch was geschehn Charley’s neue Tante | Erstveröffentlichung: 1966 mit Nana Gualdi |
| 1966 | Ach, wenn’s doch wahr wär’ Prärie-Saloon                      | Erstveröffentlichung: 1966 mit Nana Gualdi |
| 1966 | Dann spielt die Dixieband Prärie-Saloon                       | Erstveröffentlichung: 1966                 |
| 1966 | Ja so ein Western Prärie-Saloon                               | Erstveröffentlichung: 1966                 |

## Promoveröffentlichungen
| Jahr | Titel Album | Anmerkungen                          |
| ---- | --- | ------------------------------------ |
| 1963 | Coca mit Rum Unsere tollen Tanten in der Südsee (O.S.T.)                                                               | Erstveröffentlichung: Dezember 1963  |
| 1981 | Da sprach der alte Häuptling / Bohnen in die Ohren auch bekannt als: 2 Super Oldies Wooden Heart / Backus in die Ohren | Erstveröffentlichung: 3. August 1981 |

| Jahr | Titel Musiklabel                     | Anmerkungen                              |
| ---- | ------------------------------------ | ---------------------------------------- |
| 1961 | Gus Backus / Ivo Robić Atlas Records | Erstveröffentlichung: 1961 mit Ivo Robić |

| Jahr | Titel Album                                      | Anmerkungen                                             |
| ---- | ------------------------------------------------ | ------------------------------------------------------- |
| 1959 | Küss Mich / Thank You – / Thank You              | Erstveröffentlichung: 1959 Ted Herold / Gus Backus      |
| 1968 | Estas sola esta noche? / Corazon de madera – / – | Erstveröffentlichung: 1968 Peter Alexander / Gus Backus |

## Boxsets
| Jahr | Titel Musiklabel                                    | Anmerkungen                            |
| ---- | --------------------------------------------------- | -------------------------------------- |
| 2012 | Der Mann im Mond – Die Singles 1959–1972 Koch Media | Erstveröffentlichung: 19. Oktober 2012 |

## Statistik

### Chartauswertung
|                     | DE    |
| ------------------- | ----- |
| Nummer-eins-Alben   | DE—DE |
| Top-10-Alben        | DE—DE |
| Alben in den Charts | DE1DE |

|                       | DE     |
| --------------------- | ------ |
| Nummer-eins-Singles   | DE1DE  |
| Top-10-Singles        | DE8DE  |
| Singles in den Charts | DE19DE |